# ポンキッキーズ・メロディ
『ポンキッキーズ・メロディ』(Ponkickies Melody)は、1995年5月1日にEpic/Sony Recordsから発売されたコンピレーション・アルバム。

## 内容
- フジテレビ系で放送されていた「ポンキッキーズ」で使用された楽曲を収録したオムニバス・アルバムである。歌詞カードの歌詞の漢字には読み仮名がふられている。
- 1998年には『ポンキッキーズ・メロディ2』が発売されている。

## 収録曲
1. Welcome to Ponkickies (GET UP AND DANCE) / T.Armstrong (0:20)
  - 作詞・作曲：T.Armstrong, R.Smith、日本語詞：光嶋誠・松本真介・松本洋介
2. 歩いて帰ろう / 斉藤和義 (3:29)
  - 作詞・作曲：斉藤和義、編曲：斉藤和義・松尾一彦
3. ロックン・オムレツ / 森高千里 (2:29)
  - 作詞：森高千里、作曲：伊秩弘将
4. 花子さんがきた!! / マユタン (3:38)
  - 作詞・作曲：マユタン、編曲：鈴木豪
5. ポポ (Radio Edit) / 電気グルーヴ (5:25)
  - 作詞：石野卓球、ピエール瀧、作曲：石野卓球
6. 地球をくすぐっチャオ! / ニキリナ with 渡辺貞夫 (3:11)
  - 作詞：三浦徳子、作曲：渡辺貞夫、編曲：野力奏一
7. パレード ('82リミックス・ヴァージョン) / 山下達郎 (3:55)
  - 作詞・作曲・編曲：山下達郎
8. ゴー!ゴー!コニーちゃんのテーマ (0:35)
9. うちのパパとママとボク / 山田のぼる (3:12)
  - 作詞・作曲：CH.Oberfeld, C.Pothier, R.Pujoi、日本語詞：高泉淳子、編曲：中西俊博
10. 夏の決心 / 大江千里 (5:06)
  - 作詞・作曲：大江千里、編曲：清水信之
11. 夢のヒヨコ / 矢野顕子 (4:29)
  - 作詞：糸井重里、作曲：矢野顕子、編曲：JEFF BOVA
12. Child's days memory / 米米CLUB (4:48)
  - 作詞・作曲：米米CLUB、編曲：奈良部匠平